# خرفه پرپهن
پَرپَهَن (پرپین) (نام علمی: Portulaca oleracea) گیاهی است از سرده خُرفِه یک‌ساله با برگهای ضخیم آبدار سبز با ساقههای قرمز و گل‌های زرد یا سفید کوچک و تخم‌های سیاه ریز که خواص دارویی دارند.

## گونه‌ها
- نوع وحشی پرپهن گیاهی است خزنده با ساقه‌های خوابیدهٔ قرمز رنگ و برگ‌های دایره‌ای گوشتی و گل‌های کوچک زرد رنگ.
- نوع پرورشی پرپهن ساقه‌های کلفت آبدار سرخ رنگی با بلندی ده الی چهل سانتی‌متر دارد.

## کاشت و تکثیر
پرپهن وحشی علف‌هرزی است آبدار که در شرایط گرم و خشک به خوبی رشد می‌کند و توسط بذر و نیز در صورت مرطوب بودن خاک توسط قطعات ساقه تکثیر می‌یابد.
پرپهن خاک‌های شل و غنی شنی را ترجیح می‌دهد، اما می‌تواند در دامنه گسترده‌ای از خاک‌ها و شرایط اقلیمی مختلف رشد کند. این گیاه آنقدر گوشتی است که می‌تواند پس از قطع شدن همچنان زنده بماند و حتی بذر تولید کند و به همین دلیل از بین بردن و کنترل آن بسیار دشوار است.
تکثیر پرپهن از طریق کاشت بذر آن صورت می‌گیرد. بذر را مستقیماً در مزرعهٔ اصلی در ماه‌های اردیبهشت تا تیر ماه می‌کارند.
خاک مزرعه باید غنی باشد و چون احتیاج به آب زیادی دارد، آبیاری آن باید مرتباً صورت گیرد.

### در ایران
در ایران معمولاً پرپهن را می‌کارند، ولی نوع وحشی‌اش نیز در مناطق شمالی ایران، در اطراف رشت، لاهیجان، تهران، تفرش و اراک به‌طور خودرو می‌روید و در استان‌های جنوبی از جمله استان بوشهر بعنوان یک سبزی بسیار پرکاربرد کاشته و با انواع غذاها از جمله نوعی ماهی حشینه شور آب‌نمکآوری شده یا ماهی نمک‌سود استفاده می‌شود.
نکته جالب نام این گیاه است که در استان خوزستان بسیار کاشت میشود و تیغنی ها به آن پرپین نیز می گویند

## نام‌های دیگر
در فارسی و عربی:
بخله، بخیله، بقلة فاطمه، بقلةالزهراء، بقلةالمبارکه، بقلهٔ لینه، بَلبن، بوخِل، بوخِله، بیخله، بیخیله، تورک، چَکوک، ختفرج، خرفه، خسیب، خفرج، دندان سا، رجله، زریرا، عرفج، عرفجین، فرفحیز، فرفخیز، فَرفَه، فَرفَهن، فرفین، فرفینه، فرفیه، قینا، کف، کلنک، کلنکک، گیاه نمناک، مویز آب، وَشفنگ، وَشینَگ، فرفخ، قرفه، غرفه، قلفه، غلفه، پرگو، دگان تِیژکَره (کردی کلهری)

## نام‌گذاری
خرفه نام گیاهی است و آنرا بپارسی پرپهن گویند و معرب آن خرفج است و آن بعربی به بقلةالحمقاء معروف است. گویند در اصل بقلةالزهراء بوده و معاندان اهل بیت آنرا برگردانده بقلةالحمقاء خوانده‌اند.
وجه تسمیهٔ حمقاء آن است که در مسیل و وادی‌ها و رودخانه‌ها و جاهای نمناک بیجا می‌روید و اختصاص به محلی ندارد

## خواص دارویی
طبیعت پرپهن سرد و تر است. قابض و مدر است، مسکن صفراست و حرارت خون و کبد و معده را تسکین می‌دهد.
پرپهن در رفع سر درد، تسکین عطش، قطع هر نوع خونریزی، خرد کردن سنگ مثانه، کاهش سرفه و سوزش مجرای ادرار و مثانه و رودهها و بواسیر مفید است.
تخم پرپهن ضد کرم کدو است و عصارهٔ ساقه و برگ آن برای بیماری کبد و درد کلیه مفید است. برگ آن دارای ویتامین ث است. برای اسهال و سوزاک و ترشحات سفید مهبل مفید است و برای بچه‌ها مسهل است.
تصفیه کنندهٔ خون، تب بر و ضد سم است.
استعمال خارجی: شیرهٔ گیاه یا له شده آن برای تحلیل ورم و تومور و التیام زخم‌های شدید سوختگی، بواسیر، بیماری‌های پوستی (چون خارش و جرب)، تحلیل آبسه، گزیدگی نیش حشرات، عقرب و مار گزیدگی مفید است.
پژوهش‌های جدید دانشمندان نشان داده‌است که در پرپهن اسید چرب اومگا ۳ وجود دارد، این همان چربی معروفی است که در روغن ماهی یافت می‌شود و عامل مؤثری در کاهش کلسترول و فشار خون است.

## پژوهش
در تحقیقی توسط مرکز تحقیقات فیزیولوژی، دانشگاه علوم پزشکی سمنان اثر ضد اضطرابی عصارهٔ آبی تخم پرپهن در موشهای سوری اثبات گردید.
در بررسی‌های پیشین این مرکز نیز خواص ضد تشنجی و ضد دردی عصاره هیدروالکلی پرپهن گزارش گردیده‌است.

## کاربرد
- تخم پرپهن را در شیرینی پزی برای تزیین نان برنجی و نان کشمشی و غیره[۴] بکار می‌برند.
- تخم پرپهن در ترشی نیز کاربرد دارد.[۵]
- استخراج روغن مصرفی خوراکی[۶][۷]

## شعر
خاقانی:
| زمینها که سیه تر ز تخم پرپهن است |  | چو تخم پرپهن آرد برون سپید لعاب |

طیان (از فرهنگ اسدی نخجوانی):
| کسی را کو تو بینی درد سرفه |  | بفرمایش تو آب دوغ و خرفه |